# Farmacoforo
Un farmacoforo, termine definito da Paul Ehrlich nel 1909, è la più piccola unità strutturale della molecola di un farmaco responsabile della sua attività biologica; essa è costituita da un insieme di gruppi funzionali (detti anche elementi farmacoforici) disposti opportunamente nelle tre dimensioni spaziali, i quali interagiscono specificatamente con un recettore o un bersaglio biologico, quindi uno specifico binding site, dando origine a una risposta biologica.

## Concetto di farmacoforo

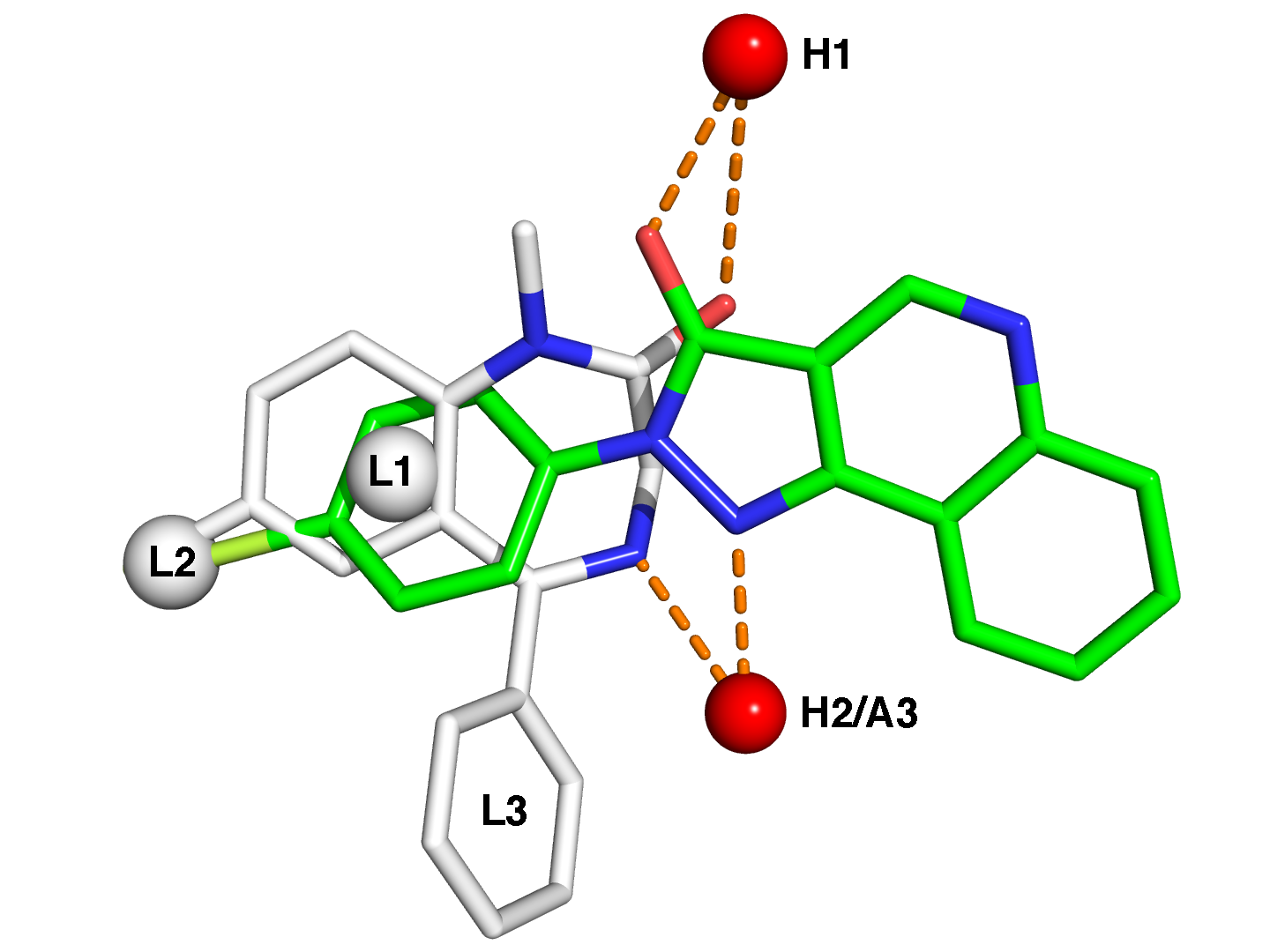
Un esempio di modello farmacoforico per il sito di legame delle benzodiazepine sul recettore del GABA_{A}. Gli atomi in bianco rappresentano il diazepam, una benzodiazepina, mentre i verdi sono gli atomidi un composto a nucleo non-benzodiazpeinico (CGS-9896). In rosso e blu gli eteroatomi ossigeno ed azoto presenti nelle strutture. Le sfere rosse etichettate H1 e H2/A2 sono, rispettivamente, i siti dei legami idrogeno donatori ed accettori mentre le lettere L denotano le interazioni idrofobiche.

L'analisi delle strutture tridimensionali di numerosi complessi ligando/recettore ha permesso di comprendere a livello molecolare il concetto di farmacoforo.
La conoscenza della struttura tridimensionale del farmacoforo infatti è indispensabile per una progettazione razionale dei farmaci, tramite una opportuna modulazione delle proprietà steriche ed elettroniche dei gruppi funzionali facenti parte del farmacoforo.
Talvolta un elemento farmacoforico non stabilisce interazioni nel sito di legame, ma risulta comunque essenziale.
Ad esempio può stabilizzare l'isomero conformazionale o tautomerico riconosciuto dall'enzima.
- Le funzioni coinvolte in interazioni importanti con l'enzima (es.: legami ionici, legami idrogeno) sono dette farmacoforiche.

- Le porzioni che stabiliscono deboli interazioni con l'enzima sono dette accessorie perché la loro rimozione riduce ma non abolisce l'attività. Esse non fanno parte del farmacoforo.

I gruppi farmacofori possono anche essere generati al computer per utilizzarli nella tecnica del Drug design o nel Virtual screening. In questo frangente i farmacofori possono essere distinti in farmacofori di prima e seconda generazione.
Nel primo caso (prima generazione) il farmacoforo è descritto da atomi, distanze e angoli tra questi.
Nella seconda generazione il modello è descritto anche da un punto di vista chimico-fisico; ogni gruppo viene individuato da una sfera di colore diverso in base alle sue proprietà chimico-fisiche.